# 저스트 프렌즈
《저스트 프렌즈》는 2012년 5월 3일에 대한민국에서 개봉된 영화이다.

## 줄거리
친구로 감정을 느낀 남녀가 당황해 벌어진 이야기를 그린 영화이다.

## 캐스팅

### 주요 인물
- 오연서 : 송은지 역
- 이영훈 : 심재욱 역

### 그 외 인물
- 최재환 : 남준호 역
- 이용희 : 홍상수 역
- 한태윤 : 민가영 역
- 정승현 : 인더밴드의 리더 이상우 역
- 황금별 : 황혜정 역
- 이유미 : 양수정 역
- 고유미 : 이선화 역
- 박인영 : 박세미 역
- 양지호 : 김기자 역
- 차순배 : 조만수 역
- 강은우 : 박오목 역
- 허남성 : 은지 남자친구 역
- 문태수 : 성형외과 환자 역
- 김하균 : 주인아저씨 역 (특별출연)